# 2349 T-3
2349 T-3 är en asteroid i huvudbältet som upptäcktes den 16 oktober 1977 av den nederländsk-amerikanske astronomen Tom Gehrels och det nederländska astronomparet Ingrid van Houten-Groeneveld och Cornelis Johannes van Houten vid Palomarobservatoriet
Asteroiden har en diameter på ungefär 7 kilometer och den tillhör asteroidgruppen Eos.